# François Keller
François Keller, né le 27 octobre 1973 à Colmar, est un joueur de football français reconverti en entraineur. Il a joué au poste de milieu défensif. 
Il est le frère du footballeur et dirigeant Marc Keller.

## Biographie
Après avoir joué pour les SR Colmar, il rejoint en 1995 le RC Strasbourg. 
Après un intermède d'un an au Fulham Football Club en 1998-1999, il retourne à Strasbourg où il finit sa carrière de joueur professionnel en 2003. Il est entraîneur de l'équipe réserve du RC Strasbourg à compter de 2004.
Il entraîne l'équipe première du Racing Club de Strasbourg à partir de juillet 2011. Sa première saison à la tête de l'équipe se solde par une montée en championnat de CFA. En juin 2012, il passe avec succès les examens d'entrée pour la préparation en deux années du diplôme d'entraîneur professionnel de football (DEPF), qui est nécessaire pour pourvoir entraîner dans les championnats professionnels de Ligue 1 et Ligue 2. Sa deuxième saison à la tête du club strasbourgeois se solde par une montée en National le 2 juin 2013. Le 29 mars 2014, à la suite des mauvais résultats de l'équipe première de Strasbourg en National, François Keller décide de démissionner de son poste d'entraîneur.
Il réintègre le staff du Racing et dirige le centre de formation. Depuis la saison 2016-2017, il entraine l'équipe réserve du Racing qui évolue en N3.